# York (First Exit to Brooklyn)
York (First Exit to Brooklyn) è un album discografico  di Foetus in collaborazione con la cantante statunitense Lydia Lunch, accreditato alla The Foetus Symphony Orchestra, pubblicato nel 1997 dalla Thirsty Ear Records.
Per questo album James George Thirlwell abituato a lavorare da solo con lo pseudonimo Foetus, ha messo insieme una piccola orchestra composta di noti musicisti, tra cui, appunto, la cantante Lunch.
Il tema del disco è l'esplorazione di DUMBO, la zona cittadina di New York sottostante il Ponte di Manhattan.
Arschficken è una libera reinterpretazione del brano dei Wiseblood The Fudge Punch.

## Tracce
Tutti i brani sono di James George Thirlwell.
1. Black Adonis – 10:26
2. Crumpled City – 10:00
3. Puddlin' Doorway – 9:07
4. Egomaniacs with Insecurity Problems – 10:12
5. Arschficken – 6:44

## Formazione

### The Foetus Symphony Orchestra
- James George Thirlwell - voce, Conchiglia, Fischietto, Master of Disaster
- Brian Emrich - basso, E-Bow, sintetizzatore
- Steven Bernstein - tromba
- David Ouimet - trombone
- Marcus Rojas - tuba, Didgeridoo
- Oren Bloedow - chitarra, Oud elettrico
- Kurt Wolf - chitarra
- Vincent Signorelli - batteria
- Lydia Lunch - Narratrice